# بيامبين توفشينبات
بيامبين توفشينبات (مواليد 27 مارس 1987) هو ملاكم منغولي، مثّل بلاده في الألعاب الأولمبية الصيفية 2012.

## روابط خارجية
بيامبين توفشينبات على موقع أوليمبيديا (الإنجليزية)